# Paraíso, Balancán
Paraíso är en ort i Mexiko.   Den ligger i kommunen Balancán och delstaten Tabasco, i den sydöstra delen av landet, 900 km öster om huvudstaden Mexico City. Paraíso ligger 48 meter över havet och antalet invånare är 509.
Terrängen runt Paraíso är mycket platt. Runt Paraíso är det ganska glesbefolkat, med 26 invånare per kvadratkilometer. Omgivningarna runt Paraíso är en mosaik av jordbruksmark och naturlig växtlighet.